# Sablayan
Sablayan is een gemeente in de Filipijnse provincie Occidental Mindoro op het eiland Mindoro. Bij de laatste census in 2007 had de gemeente bijna 71 duizend inwoners.

## Geografie

### Bestuurlijke indeling
Sablayan is onderverdeeld in de volgende 22 barangays:
| - Batong Buhay - Buenavista - Burgos - Claudio Salgado - General Emilio Aguinaldo - Ibud - Ilvita - Lagnas - Ligaya - Malisbong - Paetan | - Pag-Asa - Poblacion - San Agustin - San Francisco - San Nicolas - San Vicente - Santa Lucia - Santo Niño - Tagumpay - Tuban - Victoria |

## Demografie
Sablayan had bij de census van 2007 een inwoneraantal van 70.506 mensen. Dit zijn 6.821 mensen (10,7%) meer dan bij de vorige census van 2000. De gemiddelde jaarlijkse groei komt daarmee uit op 1,41%, hetgeen lager is dan het landelijk jaarlijks gemiddelde over deze periode (2,04%). Vergeleken met de census van 1995 is het aantal mensen met 14.933 (26,9%) toegenomen.

De bevolkingsdichtheid van Sablayan was ten tijde van de laatste census, met 70.506 inwoners op 2188,8 km², 32,2 mensen per km².

## Externe link

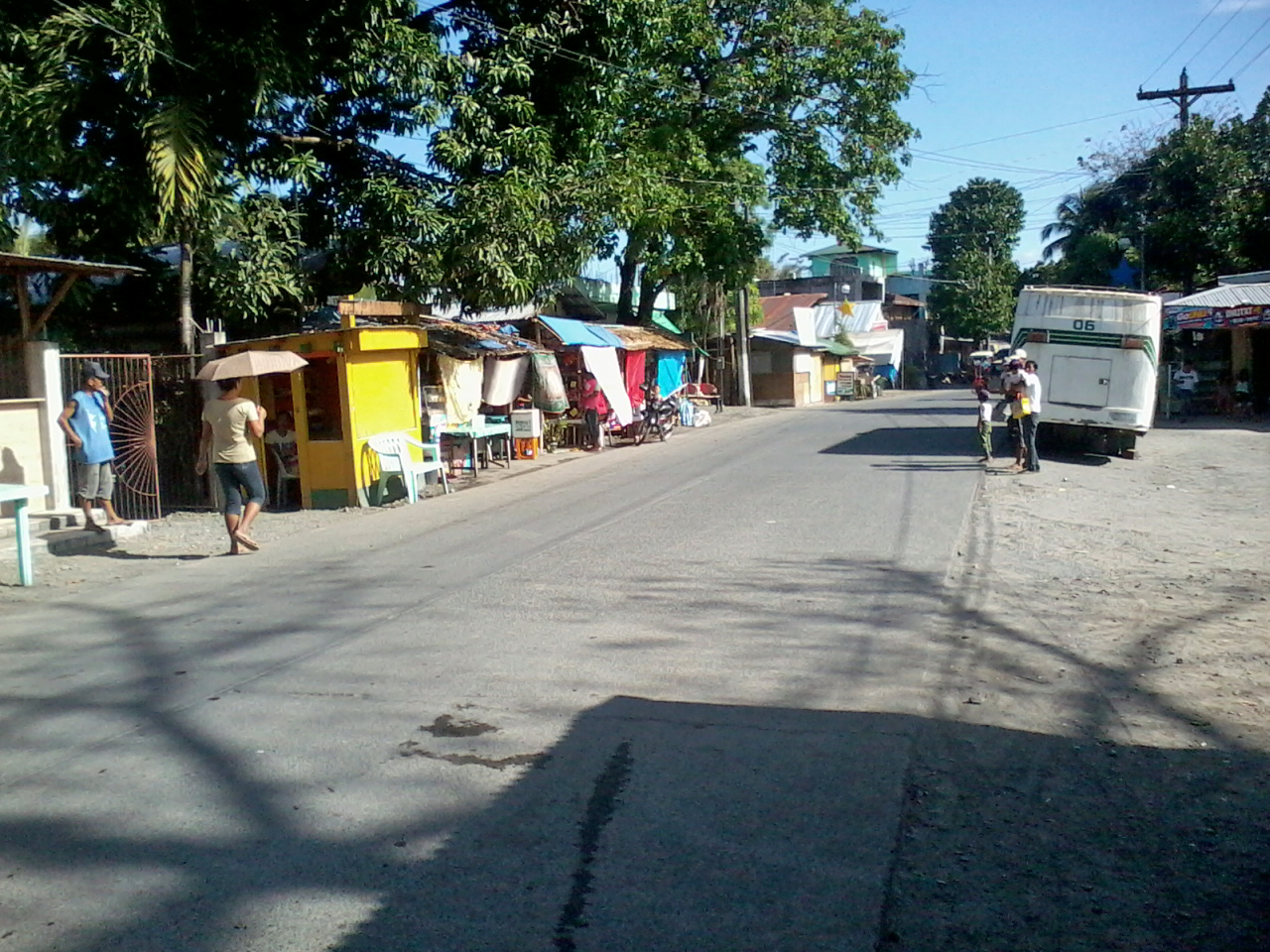